# Élection présidentielle philippine de 2010
L'Élection présidentielle philippine de 2010 s'est tenu le 10 mai 2010, dans le cadre des élections générales, pour élire le président et le vice-président des Philippines. La présidente sortante Gloria Macapagal-Arroyo, suivant la Constitution des Philippines, ne peut pas, se représenter.

## Système électoral
Le président des Philippines est élu au scrutin uninominal majoritaire à un tour pour un mandat de six ans non renouvelable. Les candidats à la présidence se présentent en parallèle de leur colistiers candidats à la vice-présidence. En cas de décès, de destitution ou d'incapacité permanente du président, le vice-président termine son mandat. Si la durée de ce remplacement est supérieure à quatre ans, le vice président est soumis à la même interdiction de réélection.
Les élections présidentielle et vice-présidentielle philippines ont pour particularité d'être organisées le même jour mais sur des bulletins séparés, permettant ainsi aux électeurs de voter pour un président tout en votant pour un vice-président qui ne soit pas nécessairement son colistier. Les deux élus peuvent par conséquent être de bords politiques différents.
Les candidats à l'élection doivent être citoyens des Philippines depuis leur naissance, résider sur l'archipel depuis au moins dix ans au moment de l’élection, être âgés de quarante ans ou plus, être inscrits sur les listes électorales, et être capables de lire et écrire. Les élections ont lieu sous la supervision de la Commission des élections des Philippines (COMELEC).